# Sarcophaga niculescui
Sarcophaga niculescui är en tvåvingeart som beskrevs av Andy Z. Lehrer 1994. Sarcophaga niculescui ingår i släktet Sarcophaga och familjen köttflugor.
Artens utbredningsområde är Rumänien. Inga underarter finns listade i Catalogue of Life.